# Jerčin
Jerčin – wieś w Słowenii, w gminie Podčetrtek. W 2018 roku liczyła 45 mieszkańców.